# Itapecerica da Serra
Itapecerica da Serra es un municipio de la Microrregión de Itapecerica da Serra, en la Región Metropolitana de São Paulo, estado de São Paulo, Brasil. La población estimada en 2009 era de 161.983 habitantes y su superficie es de 151,458 km², de lo cual resulta una densidad demográfica de 1.071,2 hab/km².

## Topónimo
"Itapecerica" es um término de origen tupi que significa "piedra achatada resbaladiza", a través de la unión de los términos itá ("piedra"), peb ("achatado") y syryk ("resbalar").

## Historia
En 1562 ocurrió el levantamiento armado de los indígenas de la Confederación de los tamoios y la Compañía de Jesús instaló, entre agosto y septiembre de ese año, puestos de defensa e colonización y catequesis avanzados. Itapecerica da Serra se originó entonces en una aldea de indios pacificados por los jesuitas.
En el siglo XVII, la población fue aumentó considerablemente con la instalación allí de los indígenas llevados desde la aldea de Carapicuíba, para que fueran convertidos al catolicismo. En 1689, contaba con más de novecientas personas.
Em 1841, Itapecerica fue elevada a la categoría de freguesia, teniendo, como patrona a Nossa Senhora dos Prazeres. Fue declarada municipio desde el 8 de mayo de  1877, cuando se separó del entonces municipio de Santo Amaro, que a su vez se convirtió en distrito paulistano en 1935.
El 26 de julio de 1908, se llevó a cabo en Itapecerica da Serra la primera carrera de automóviles oficialmente organizada en Brasil por un club automovilístico, el Automóvil Club de São Paulo.
En 1930, con la construcción del ferrocarril Linha Mairinque-Santos, que pasa por la ciudad atravesando el barrio de La Aldeinha, hubo cierta expansión de la economía de la ciudad.
El  30 de noviembre de 1944, Itapecerica pasó a denominarse "Itapecerica da Serra" para diferenciar-se de su homónima de Minas Gerais y por estar en la zona fisiográfica de la Serra Paranapiacaba.
En 1959, fue creada la comarca de Itapecerica da Serra, compuesta por los municipios de Embu, Embu-Guaçu, Itapecerica da Serra, Juquitiba y Taboão da serra; la ciudad de São Lourenço da Serra fue incluida en 1991 después de separarse de Itapecerica.
Tras la inauguración en 1960, por el presidente Juscelino Kubitschek, de la BR-116 Rodovia Régis Bittencourt, el acesso de la ciudad hacia la región sur de Brasil fue radicalmente mejorado.

## Geografía
Itapecerica hace parte de la zona fisiográfica de la Sierra de Paranapiacaba. Sus límites son Embu das Artes por el norte; São Paulo por el oriente; Embu-Guaçu y São Lourenço da Serra por el sur; y Cotia por el occidente.

### Clima
El clima, como el de toda la región metropolitana de São Paulo, es subtropical; verano poco caliente y lluvioso; invierno suave y semiseco.
La temperatura media anual fluctúa en torno a los 18 °C, siendo el mes más frío julio (media de 13 °C) y el más caliente febrero (media de 22 °C). El índice pluviométrico anual es de 1 400 mm.

### Hidrografía
- Río Embu Mirim

### Carreteras
- SP-234
- SP-214
- BR-116
- SP-21 Rodoanel Mário Covas

### Subdivisiones
La ciudad está subdividida en Barrios, como Jardim Branca Flor, Lagoa, Jardim Anâlandia, Parque Paraíso, Centro, Jardim Paraíso, Jardim Montesano, Jardim Jacira, Jardim Sampaio, Recreio Campestre, Jardim São Marcos, Jardim Embu-Mirim, Jardim Mombaça, Jardim Imperatriz, Jardim das Palmeiras, Jardim Cinira, Jardim Marilu,  Itaquaciara, Crispim, Jardim São Pedro, Jardim Renato, Olaria, Potuverá, Recanto da Floresta, Ressaca, Aldeinha, Recreio Primavera, Jardim Idemori y otros.

## Demografía
Su población se distribuye de manera irregular, con gran concentración en los barrios entorno del centro de la ciudad.
Datos del Censo - 2000
Población total: 129.685
- Urbana: 128.327
- Rural: 1.358
  - Hombres: 64.101
  - Mujeres: 65.584

Densidad demográfica (hab./km²): 856,01
Mortalidad infantil Hasta 1 año (por mil): 16,88
Expectativa de vida (años): 70,69
Tasa de fecundidad (hijos por mujer): 2,44
Tasa de alfabetización: 91,14%
Índice de Desarrollo Humano (IDH-M): 0,783
- IDH-M Renta: 0,712
- IDH-M Longevidad: 0,761
- IDH-M Educación: 0,877